# Ton Aarts
Antonie Maria Johannes Cornelis (Ton) Aarts (Ginneken, 11 augustus 1936 – 20 september 2013) was een Nederlands politicus van de KVP en later het CDA.
Aarts was afgestudeerd aan de Katholieke Economische Hogeschool in Tilburg. Daarna werkte Aarts vanaf 1965 bij de gemeentesecretarie van Tilburg tot hij in september 1972 benoemd werd tot burgemeester van de toenmalige gemeente Teteringen. Naast zijn burgemeesterschap was hij onder andere actief in de ARKA (Algemene Rooms-Katholieke Ambtenarenvereniging) waarvan Aarts vanaf 1974 enige tijd de voorzitter is geweest. In 1983 volgde zijn benoeming tot burgemeester van Gilze en Rijen wat hij tot zijn pensionering in september 2001 zou blijven.
In 2011 werd Aarts voorzitter van een club van West-Brabantse ex-burgemeesters.
Hij is in september 2013 op 77-jarige leeftijd overleden.